# Едвін Сміт (металург)
Едвін Сміт (англ. Edwin "Ted" Smith; 28 липня 1931, Стейвлі, Англія, Велика Британія — 4 липня 2010, Манчестер, Англія) — британський дослідник, інженер-матеріалознавець і консультант. Найбільше відомий завдяки дослідженню неперервних дислокацій деформованих кристалів, а також застосування знань у цій області для розуміння умов, що призводять до пластичної плинності та руйнування металів. Член Лондонського королівського товариства з 1996 року.

## Біографія

### Ранні роки (1931—1952)
Едвін Сміт народився 28 липня 1931 року в шахтарському селі Стейвлі (Дербішир), в родині Альберта Едвіна і Сари Енн Смітів. Його батько спочатку працював шахтарем, а пізніше став штатним гірничим рятувальником, брав участь у рятувальних роботах при трагічних аваріях у Маркемі (1938) та Крессвеллі (1951).
Після початкового навчання в Ілкестоні і Честерфілді Едвін Сміт вступив до Честерфілдської гімназії у 1941 році, де провчився 8 років. На останньому році навчання отримав державну стипендію.
У школі Сміт проявив здібності до математики, але мріяв стати шахтарем, як і його батько. Однак, за наполяганням батька і школи вступив у жовтні 1949 року до Ноттінгемcького університету на курс з математики. Він визнавав, що мало займався у перший рік навчання, хоча дуже добре склав іспити в кінці року. Усвідомлення того, яких результатів він може досягти, якщо буде більше працювати, повністю змінило його ставлення до майбутньої кар'єри. В результаті він отримав вищу освіту зі спеціалізацією у статистиці та гідродинаміці. Згодом, був удостоєний стипендії Департаменту наукових і промислових досліджень. Однак декан факультету в Університеті Ноттінгема вважав, що Сміт не підходить для математичних досліджень, і порадив йому шукати можливості для реалізації себе у більш прикладному напрямку, «де дослідження будуть простішими».

### Ранні дослідження та докторський ступінь (1952—1957)
Дослухавшись до поради декана, Сміт став аспірантом на металургійному факультеті в Університеті Честерфілда на період з жовтня 1952 року по вересень 1955 року. Через зміну спеціальності перші шість місяців відвідував лекції не лише для аспірантів, а й для студентів, а також багато читав літератури з металургії. Потім під керівництвом Б. А. Білбі (англ. B. A. Bilby) розпочав дослідження в рамках дисертаційної роботи на здобуття докторського ступеня. Теоретична робота була присвячена розвитку теорії неперервно розподілених дислокацій у деформованих кристалах, темі, у яку Сміт зробив значний внесок, ставши тут провідним фахівцем. Важливим внеском було постановка та вирішення проблеми дотримання постійного кристалографічного напрямку крізь ґратку, що повертається. Він проаналізував окремий випадок загальної теорії неперервного розподілу дислокацій для того, щоб передбачити форми площин ковзання у здеформованих кристалах цинку. Експериментальна ж робота включала дослідження впливу мідного покриття на поведінку монокристалів цинку в умовах деформації кручення. Результати експериментів узгоджувались з прогнозами теоретичного аналізу, що підтверджувало правильність теорії.
Час, проведений у Шеффілді, Сміт вважав вражаючим, оскільки він був залучений до швидкого розвитку у всьому світі уявлень про поведінку дислокацій та їх впливу на пластичне деформування й руйнування металів та сплавів. Його роботи ґрунтувались на концептуальному внеску А. Г. Коттрелла та Б. А. Білбі, який вони зробили у теорії дислокацій (1949). Паралельно П. Б. Гірш спостерігав дислокації у тонких металевих плівках за допомогою електронного мікроскопа. Едвін Сміт написав свою дисертацію на тему «Безперервний розподіл дислокацій в деформованих металах» (англ. Continuous distributions of dislocations in deformed metals) після того, як покинув Шеффілд у вересні 1955 року, і здобув ступінь доктора філософії (PhD) у 1957 році.

### Робота у дослідницьких лабораторіях (1955—1968)
У 1955 році Сміт приєднався до відділу фізичної металургії Лабораторії досліджень електротехнічної промисловості в Олдермастоні. Протягом шести років він брав участь у багатьох експериментальних дослідженнях, предметом яких були: водневе окрихчення титанових сплавів, рухливість точкових дефектів в цирконії та титані, проблема руйнування магнієвих сплавів у реакторі типу «Magnox», що використовувались для ядерних паливних елементів, рухливість точкових дефектів у титані та цирконії. Дослідник залишився незадоволений своїм перебуванням в Олдермастоні, вважаючи, що робота була недостатньо сфокусованою та продуктивною.
У липнi 1961 року Сміт перейшов до Науково-дослідної лабораторії Центральної ради з виробництва електроенергії в Летергеді, щоб створити та очолити відділ металургійної інженерії. Едвін Сміт створив відділ, найнявши 12 науковців, кожен з яких мав докторський ступінь. Передбачалося, що основним напрямком досліджень буде вивчення властивостей сталей, які використовуються на електростанціях, однак Сміт самостійно продовжив роботу над моделями дислокацій пластичної течії й руйнування у місцях тріщин та виїмок.
У березні-квітні 1968 року Сміту було надано спеціальний дозвіл на роботу в Меморіальному інституті Баттелла в Колумбусі (штат Огайо), де він працював над темами, що становили інтерес для обох організацій. Тут він пересвідчився у великих можливостях міжнародного співробітництва, яке він пізніше розвинув в своїй кар'єрі. Після того, як дослідник повернувся до Англії, йому запропонували посаду професора металургії в Манчестерському університеті.

### Викладацька робота (1968-1988)
Працюючи в Манчестерському університеті у жовтні 1968 року, Сміт, спільно з очільником Науково-технологічного інституту Манчестера запропонував об'єднати два схожих напрямки, що існували і в одному, і в іншому навчальних закладах у новій будівлі. До злиття університету та Науково-технологічного інституту у 2004 році факультети діяли як єдине ціле ще з 1975 року. До 2002 року їх наукова діяльність оцінювалася як середня, однак згодом, завдяки особистому внеску Едвіна Сміта, їхнє становище помітно покращилося: за наукові дослідження була отримана максимально можлива оцінка.
Едвін Сміт був адміністративно відповідальним за університетську частину факультету в період з 1970 по 1988 роки, після чого вийшов на пенсію. Йому подобалося викладати магістрантам. В різний час він читав курси з механічних властивостей, дифузії, механіки руйнування та ядерних матеріалів для студентів-металургів, а також читав загальний курс з матеріалознавства для студентів інженерних факультетів.

## Основні напрями досліджень
Дислокаційні моделі, руйнування і пластична плинність
Особливістю багатьох моделей, розроблених у роботі Теда, було представлення релаксації напружень на вершинах тріщин і надрізів безперервним розподілом масивів дислокацій. Ці моделі він застосував у низці праць, опублікованих у виданнях Лондонського королівського товариства («Proceedings of the Royal Society»), що привело до праці з оцінки впливу геометрії компонентів і форми надрізу на руйнування конструкційних елементів з використанням критерію росту розкриття тріщини для прогнозування початку руйнування.
Дослідник вважав, що найціннішою його роботою була серія статей про клиноподібні тріщини, які привели до праць про зародження тріщин, що розщеплюються і, зокрема, впливу частинок вторинного карбіду на крихке руйнування феритних сталей.
Робота Едвіна Сміта в цих галузях використання дислокаційних моделей знайшла широке застосування для вирішення проблем руйнування як на мікроскопічному, так і макроскопічному рівні. Всю роботу він виконував шляхом отримання розв'язків за допомогою математичного аналізу без використання комп'ютерів. Однак його новаторська робота забезпечувала основу для інших досліджень вже з використанням комп'ютерних методів.
Механізми руйнування матеріалів ядерного устаткування
Протягом усієї своєї кар'єри Сміт особливо цікавився питаннями безпеки і надійності, пов'язаними з атомною промисловістю Великої Британії, США і Канади. Велика частина його досліджень була мотивована цими проблемами. Він розробив методику прогнозування швидкості росту тріщини в умовах корозії під навантаженням, яка дуже часто зустрічається при експлуатації в умовах високих напружень, спираючись на підхід, пов'язаний з кутом розкриття вершини тріщини.
Дослідник також показав, що системи трубопроводів мають великий запас міцності в умовах аварійного навантаження. Крім того, виявляв особливий інтерес до пояснення впливу обмежуючих умов на реакцію при випадковому навантаженні систем трубопроводів з неіржавної сталі. За статтю, присвячену впливу нелінійності обмеження на нестабільність колової наскрізної тріщини в стінці системи трубопроводів він отримав у 2002 році нагороду Американського товариства машинобудування за видатні роботи.
Тед Сміт провів низку досліджень, присвячених вивченню потенційної зупинки тріщин у товстостінному резервуарі високого тиску з феритної сталі реактора з водою під тиском (pressurized water reactor, PWR). Він показав, що проста псевдостатична процедура зупинки розтріскування є консервативною, а також він кількісно визначив вплив наплавлення з аустенітної сталі на внутрішню поверхню посудини.
Сповільнене гідридне розтріскування у сплавах цирконію
Тед Сміт почав працювати в канадській атомній промисловості на початку 1980-х років, спочатку проаналізувавши канадську програму механіки руйнування для забезпечення структурної цілісності та безпеки напірних труб зі сплаву Zr-Nb для ядерного реактора CANDU. Приблизно з 1990 року атомна промисловість країни визнала, що їм потрібна нова методологія для оцінки значущості тріщин у цих трубах під тиском. Проблема уповільненого гідридного розтріскування в цирконієво-ніобієвих сплавах викликає особливе занепокоєння щодо потенційного зношування напірних трубок у цьому типі комерційної системи ядерного реактора. Основний механізм полягає в тому, що може відбуватися дифузія атомів водню до областей концентрації напружень, таких як тупі виїмки, і це може призвести до формування локальних гідридних зон, які згодом утворюють тріщини. Тед контактував з дослідницькими групами ядерної промисловості в Канаді, щоб працювати над цією проблемою, і особливо пишався своєю роботою в цій галузі. Він допоміг розробити метод оцінки дефектів для оцінювання важливості таких зон щодо цілісності напірних трубок в експлуатації. Метод базувався на представленні релаксації напружень внаслідок утворення гідридної області зоною процесу, аналогічною до зони релаксації, що використовувалася для опису пластичної релаксації в тріщинах і надрізах у його попередній роботі. Цей метод ліг в основу канадського стандарту «Оцінювання в процесі експлуатації напірних труб з цирконієвого сплаву в реакторах CANDU» (англ. In-service evaluation of zirconium alloy pressure tubes in CANDU reactors).

## Академічна кар'єра
З жовтня 1983 року по вересень 1985 року Сміт був деканом найбільшого факультету в Манчестерському університеті — факультету природничих наук. Він був відповідальним за академічне і фінансове управління викладання різних дисциплін. Серед них були природничі науки, математика, а також інженерні напрями на факультеті. За результататами успішного виконання обов'язків віце-канцлер (М. Х. Річмонд) переконав дослідника взяти на себе обов'язки проректора університету. Цю посаду Сміт обіймав з жовтня 1985 року до вересня 1988 року, після чого достроково вийшов на пенсію з повною зайнятістю в університеті. Будучи проректором, Сміт перебував у багатьох ключових комітетах у структурі університету та очолював низку з них. Він також був ключовою ланкою між Університетом і Інститутом науки і технології і як і раніше підтримуючи свою наукову діяльність на своєму власному факультеті. Крім усього іншого, він охоче виступав у ролі незалежного внутрішнього екзаменатора.

## Діяльність за кордоном і консультативна робота
Як до, так і після його дострокового відходу з поста в Манчестері, підхід Теда Сміта полягав в тісній взаємодії з промисловістю. Серед його промислових контактів та тематик досліджень були:
- Організація з досліджень атомної зброї[en] (Олдермастон), берилієвий проєкт (1969—1972);
- Pratt & Whitney (США), щодо механічних властивостей високоміцних сплавів (1973—1975);
- Асоціація аналізу відмов[en] (США), з Науково-дослідницьким інститутом електроенергетики[en] щодо характеристик ядерних паливних стрижнів (1975—1978)
- Науково-дослідницький інститут електроенергетики[en] (США), по широкому колу проєктів, пов'язаних з використанням матеріалів у ядерних реакторах (1978—1993, часто проводячи періоди по 3-4 місяці на рік в Пало-Альто із співробітниками НДІЕ);
- Atomic Energy of Canada Limited та Ontario Hydro[en] з досліджень труб під тиском (1993—2005).
- Центральна рада з виробництва електроенергії[en] по питаннях трубопроводів з водою під тиском у реакторі PWR (1987);
- Управління з атомної енергії Сполученого Королівства, з питань тиску в трубах і цілісності конструкції у парогенераторному реакторі на важкій воді SGHWR (1983—1993);
- Інспекція по ядерних установках (Nuclear Installations Inspectorate) по цирконієвих трубах під тиском (1988) і питаннях запобігання тріщинам в посудинах під тиском (1992—1994);
- «Rolls-Royce Limited» з партнерами по питаннях оборони (1994—1999).

Незважаючи на його скептичне ставлення до значення незалежних консультативних комітетів, все ж був членом Адміралтейського консультативного комітету з конструкційних сталей у період з 1966 по 1968 рік, а також членом дослідницької групи Консультативного комітету з ядерної безпеки по цілісності контурів тиску в реакторах PWR і SGHWR з 1974 по 1983 рік.
Крім того, науковець був головою Ради з дослідницьких грантів (матеріалознавство та технічні науки), а також Комітету з міжнародних конференцій по грантах і короткострокових візитах.

## Особисте життя та захоплення
Едвін Сміт любив спорт і був переконаний, що участь у змаганнях робить позитивний вплив на інші сфери життя. Він брав участь у багатьох спортивних заходах у Честерфілдській гімназії, включаючи крикет, регбі, футбол, теніс і бокс. Також представляв школу на змаганнях з крикету й футболу.
Крім того, він виявляв інтерес до скелелазіння і гірської ходьби, коли навчався в університеті, після чого у нього виникло бажання пробігти марафон, що він і зробив у квітні 1955 року. У період з 1955 по 1959 він пробіг 14 марафонів, причому його найкращий час — 2 години 47 хвилин. Коли він обійняв свій пост в Лезергеді, то знову повернувся до гри в крикет і футбол. Наслідком насиченого спортивного життя стало пошкодження коліна, але занепокоєння з приводу медичного втручання позбавила змоги йому пройти курс лікування, тому у нього залишилася постійна кульгавість. В останні роки він став практично прив'язаним до дому, хоча залишався розумово активним.
Едвін Сміт зустрів свою майбутню дружину, Патрицію, коли працював в Олдермастоні, де вона була секретарем начальника відділу фізичної металургії. Вони повінчалися в церкві Святої Марії в Батсі, Редінг 15 березня 1958 року. Патриція надавала значну підтримку вченому, дозволивши йому зосередитися на дослідженнях. Вона була його особистим водієм, оскільки Сміт не водив авто. Подружжя багато подорожувало разом у зв'язку з консультаціями та конференціями, особливо по США та Канаді.
Едвін Сміт помер у 2010 році. Після себе він залишив спадок Манчестерському університету на необмежений термін для заснування премії «Тед і Пет Сміт». Фонд був створений для надання студентам стипендій у галузі машинобудування та наукових досліджень з наданням переваги студентам-матеріалознавцям.